# Формаца
Формаца (итал. Formazza) је насеље у Италији у округу Вербано-Кузио-Осола, региону Пијемонт.
Према процени из 2011. у насељу је живело 448 становника. Насеље се налази на надморској висини од 1288 м.

## Становништво
Према резултатима пописа становништва 2011. у општини је живело 442 становника.
| 1936. | 1951. | 1961. | 1971. | 1981. | 1991. | 2001. | 2011. |
| ----- | ----- | ----- | ----- | ----- | ----- | ----- | ----- |
| 748   | 732   | 648   | 577   | 547   | 461   | 448   | 442   |